# Rociana del Condado

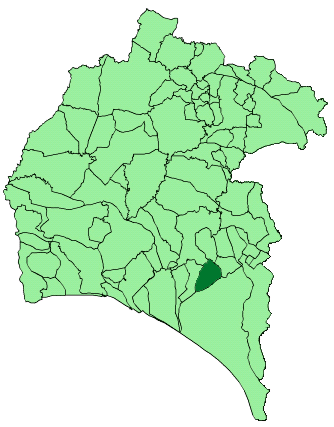
Localização de Rociana del Condado

Rociana del Condado é um município da Espanha na província de Huelva, comunidade autónoma da Andaluzia, de área 72 km² com população de 7020 habitantes (2007) e densidade populacional de 88,73 hab/km². Se localiza a uma distância de 37 quilômetros da capital da provincia e a 64 quilômetros de Sevilha a uma altitude de 107 msnm.

## Demografia
| Variação demográfica do município entre 1991 e 2004 | Variação demográfica do município entre 1991 e 2004 | Variação demográfica do município entre 1991 e 2004 | Variação demográfica do município entre 1991 e 2004 |
| --------------------------------------------------- | --------------------------------------------------- | --------------------------------------------------- | --------------------------------------------------- |
| 1991                                                | 1996                                                | 2001                                                | 2004                                                |
| 6121                                                | 6348                                                | 6229                                                | 6408                                                |